# John Frost (cartista)
John Frost (Newport, 25 maggio 1784 – Stapleton, 21 luglio 1877) è stato un rivoluzionario britannico.
Fu il leader dei sostenitori del suffragio universale e uno dei leader cartisti della Marcia su Newport a chiedere la liberazione di Henry Vincent. Fu un appassionato lettore e fu influenzato dalle opere politiche di William Cobbett e Tom Paine.

## Biografia
John Frost nacque a Newport, in Galles. Perse il padre durante l'infanzia e fu allevato dai nonni. Frequentò la scuola, ma ben presto l'abbandonò per lavorare da apprendista calzolaio presso il nonno. All'età di sedici anni andò via di casa e lavorò come sarto prima a Cardiff e poi a Bristol e a Londra. Nel 1806 poi ritornò a Newport, dove decise di intraprendere una propria attività, che ebbe molto successo. Si sposò, e nell'arco di undici anni la moglie gli diede otto figli.

### Frost e Prothero
Nel 1821 Frost si scontrò con Thomas Prothero, un avvocato di Newport, perché lo riteneva responsabile della sua esclusione dalle volontà dello zio, William Foster. Prothero lo querelò per diffamazione e Frost fu inizialmente multato di 1.000£ e poi condannato a sei mesi di reclusione. In tribunale Frost fu minacciato di ergastolo, se avesse continuato a diffamare Prothero. Così Frost decise di scaricare la propria rabbia su un amico di questi, Sir Charles Morgan, uno dei maggiori proprietari terrieri di Newport. Scrisse così un pamphelet intitolato Una scatola di Natale per Sir Charles Morgan, in cui lo accusava di non comportarsi correttamente con i suoi dipendenti. Inoltre Frost ne approfittò per constatare che solo attraverso il suffragio universale e il voto era possibile fermare gente come Sir Charles Morgan. Frost divenne il leader dei sostenitori del suffragio universale.

### Carriera politica
Nel 1835 fu eletto come uno dei diciotto consiglieri di Newport. Fu poi nominato magistrato, ma Lord John Russell gli tolse la carica quando seppe che egli sosteneva l'uso della violenza. Era infatti emerso al Convegno Nazionale dei cartisti che Frost era uno dei leader della "forza fisica", l'ala rivoluzionaria del Cartismo. Divenne poi sindaco, ma nel 1837 fu sostituito perché l'opinione pubblica era rimasta sconvolta dai suoi comportamenti aggressivi.

### Il Frost cartista
Nel 1838 il cartista Henry Vincent fu arrestato e condannato a dodici mesi di prigionia. Quando la notizia si divulgò, i cartisti andarono su tutte le furie e cominciarono così delle manifestazioni di protesta. Malgrado la sua indole rivoluzionaria, Frost tenne diversi incontri in tutto il Galles per invitare la popolazione a mantenere la calma e a non trasgredire le leggi. Intanto, però, progettava una marcia su Newport, dove i cartisti avrebbero chiesto la liberazione di Vincent. La notizia giunse però prima del previsto alle autorità, alle quali fu detto che i cartisti sarebbero stati armati e che se la loro azione avesse avuto successo, le conseguenze si sarebbero ripercosse sull'intera Gran Bretagna. Le autorità allora si prepararono: quando Frost e i 3000 manifestanti giunsero a Newport il 4 novembre del 1839, appresero che molti cartisti erano già stati arrestati ed erano trattenuti nel Westgate Hotel. I cartisti marciarono verso l'hotel gridando: “ridateci i nostri prigionieri”. All'interno del palazzo erano stati posti ventotto soldati che, ricevuto l'ordine, spararono sulla folla: furono uccise venti persone e altre cinquanta furono ferite. Frost ed altri furono arrestati con l'accusa di alto tradimento e condannati ad essere impiccati. La popolazione giudicò le sentenze troppo severe e cominciò a protestare. Il 1º febbraio il primo ministro Lord Melbourne decise di non giustiziare i condannati, ma di esiliarli. Frost fu inviato in Tasmania, dove lavorò per tre anni come impiegato e otto come insegnante. Intanto i cartisti continuavano a chiedere la sua liberazione. In seguito il primo ministro Lord Aberdeen fu convinto a concedergli la grazia a patto che egli non mettesse più piede in Gran Bretagna. Frost e sua figlia Catherine, che intanto lo aveva raggiunto in Tasmania, si trasferirono così negli Stati Uniti. Qui Frost andò predicando per tutto il paese le ingiustizie del governo britannico. Nel 1856 il governo cambiò idea su Frost e gli fu permesso ritornare in Gran Bretagna. Frost si stabilì a Stapleton, dove scrisse degli articoli sul suffragio universale e sulla riforma carceraria. Morì all'età di 93 anni il 27 luglio 1877.